# Tambor (arquitectura)

Esquema de cúpula sobre tambor

Esquema de cúpula elevada: tambor (a) y pechinas (b)

El tambor octogonal con óculos de la cúpula de Santa María del Fiore, Florencia.

En arquitectura, el tambor es un elemento arquitectónico estructural situado en la base de una cúpula a modo de prolongación. En la mayoría de los casos su forma es cilíndrica aunque puede ser poligonal, generalmente octogonal.

## Características
Su función principal consiste en elevar la cúpula respecto del cuerpo principal de la edificación. Así mismo, al contar con ventanas o vanos que permiten la entrada de luz, brinda a la cúpula un efecto de ligereza o sensación de estar "flotando", además de incrementar la luminosidad interior.
El tambor, en la arquitectura románica, como elemento estructural transmite las cargas de la cúpula hacia los arcos torales.

## Galería de imágenes

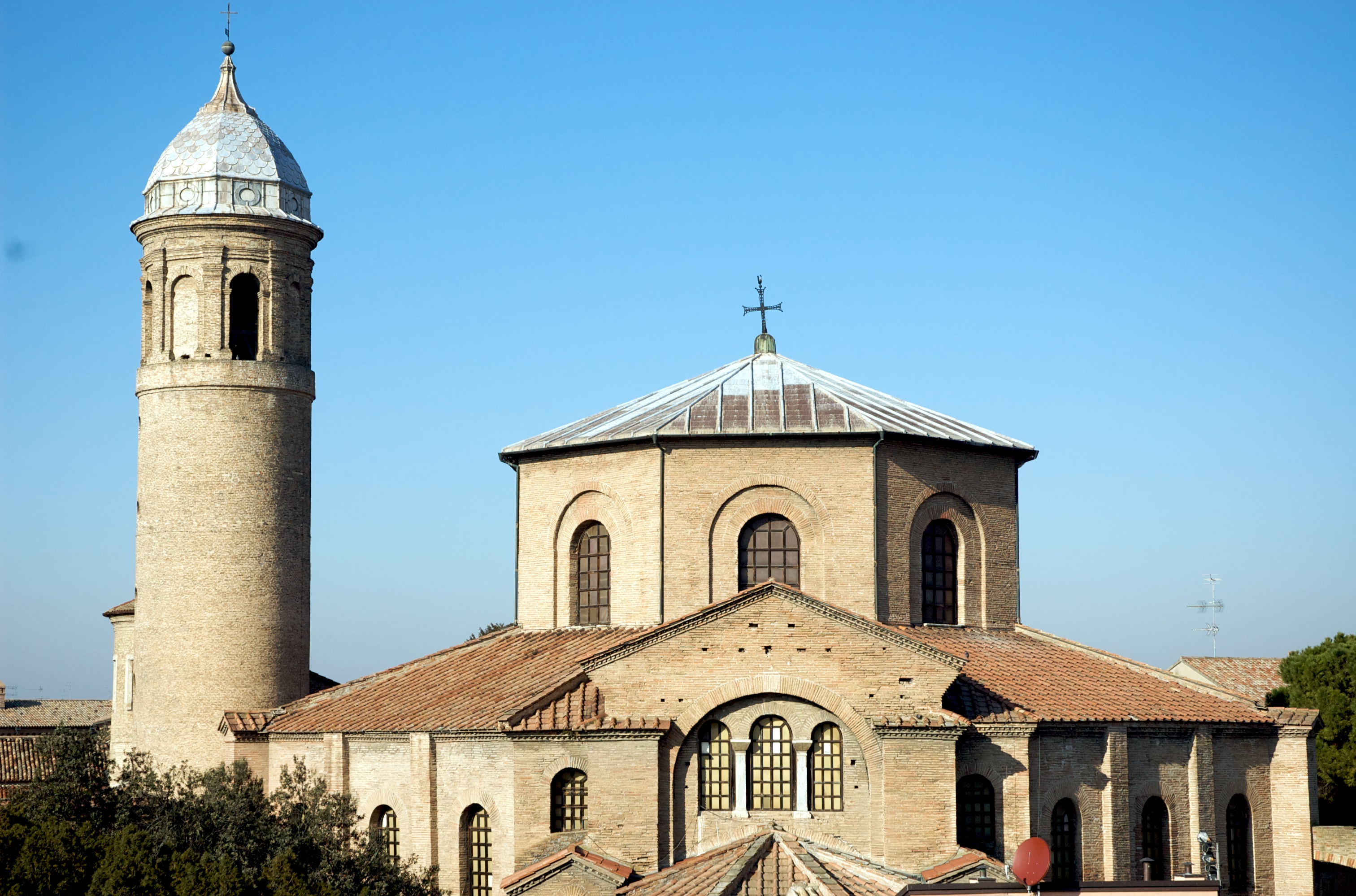
Tambor octogonal de la iglesia de San Vital en Rávena (siglo VI)
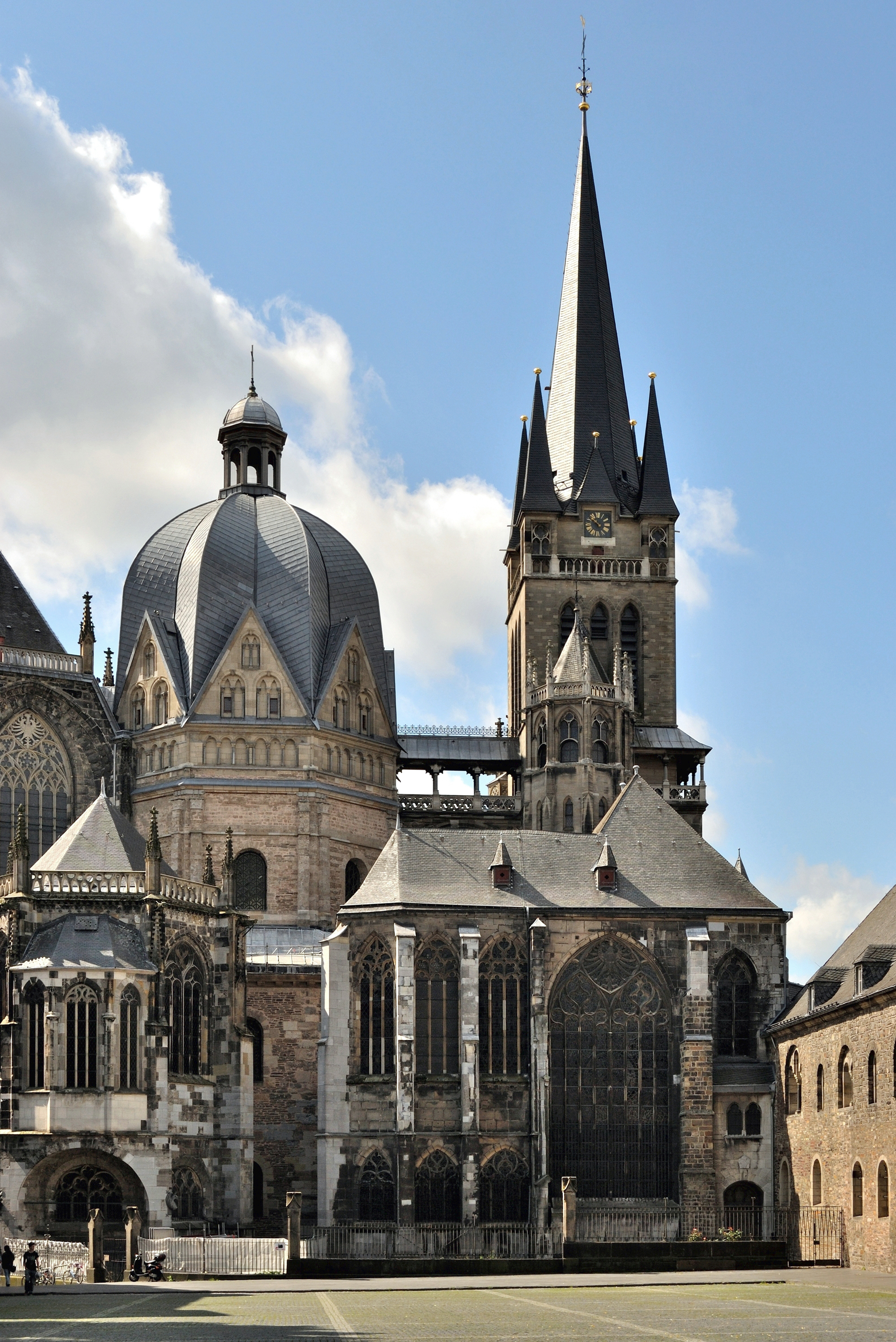
Prototambor de la catedral de Aquisgrán, en realidad los propios muros de la capilla octogonal (siglo IX)
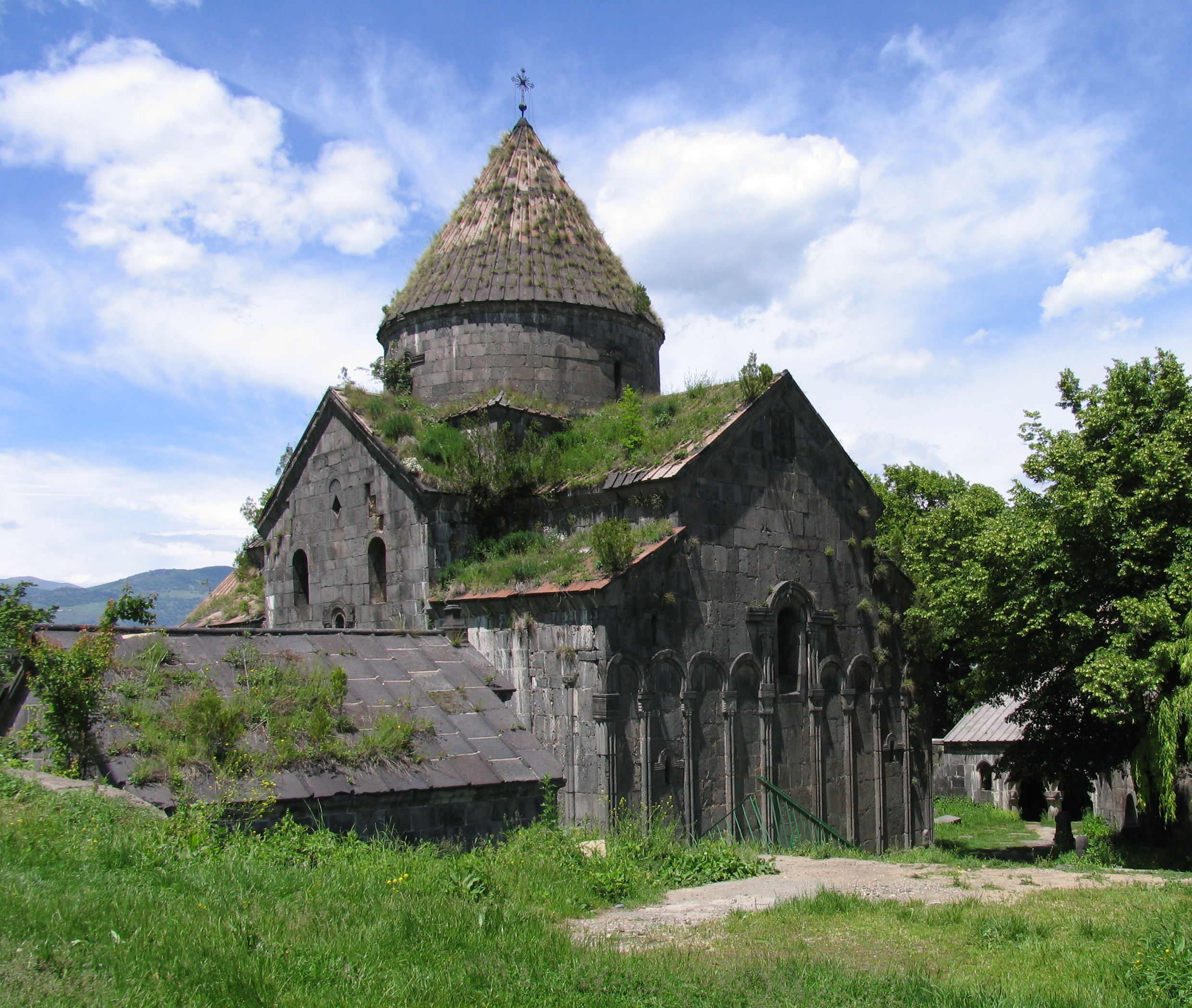
Tambor-torre circular del monasterio de Sanahin (Armenia), que se eleva sobre el crucero cuadrado de la iglesia de la abadía y está provisto de estrechas aberturas para dejar entrar la luz (ca. Siglo X-XII).

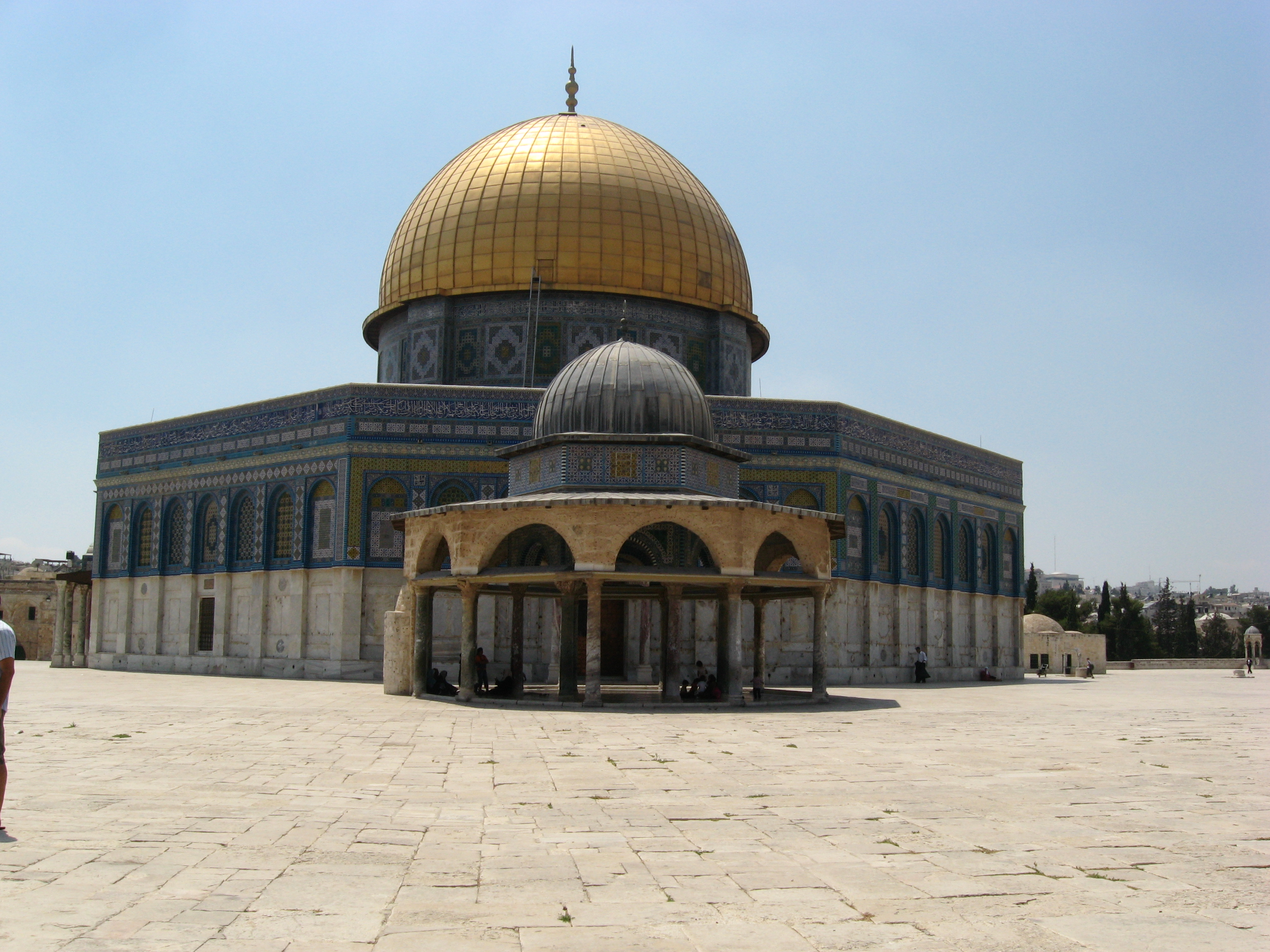
Tambor de la Cúpula de la Roca  (Jerusalén)
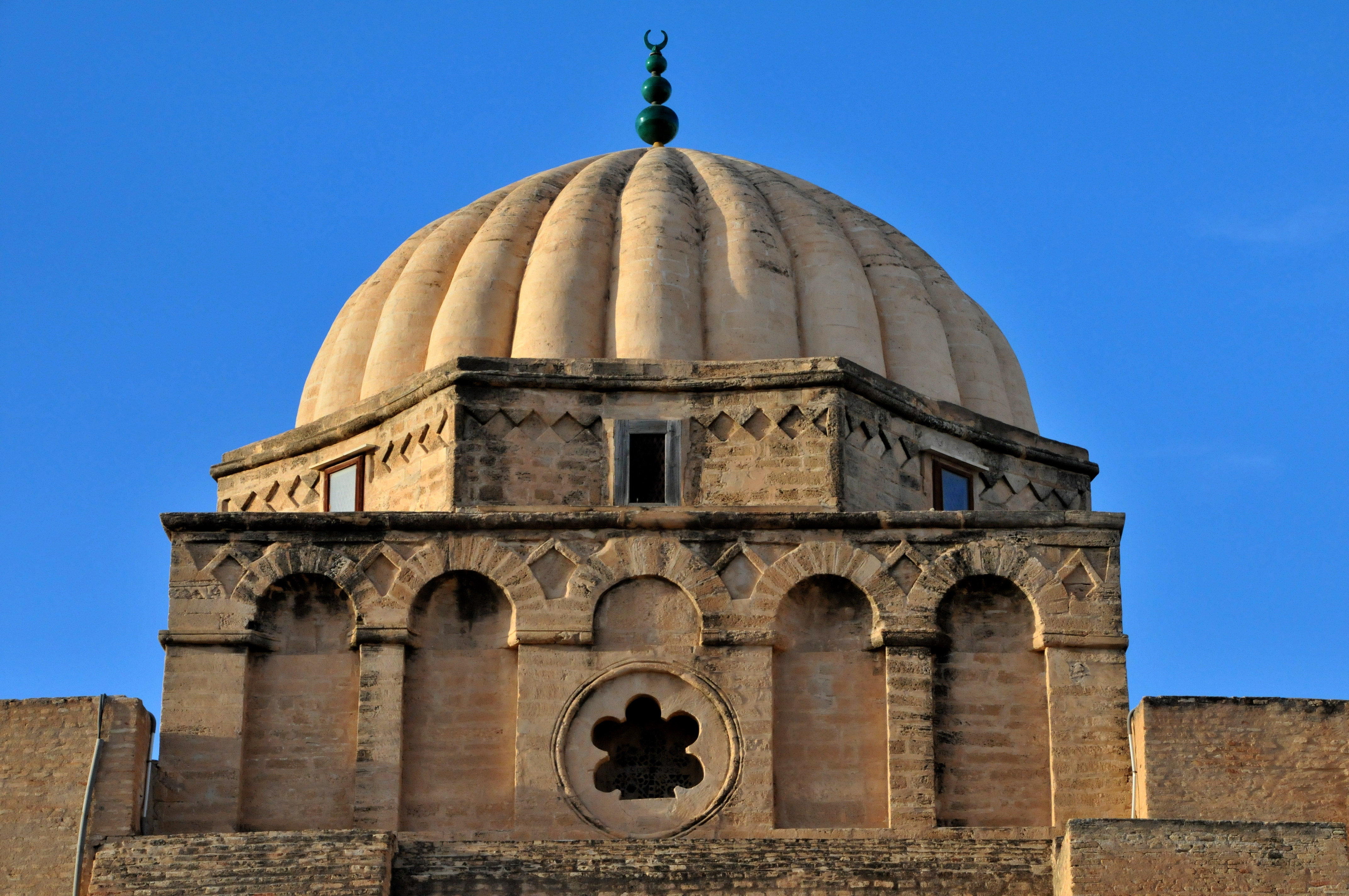
Tambor octogonal de la cúpula elevada del mihrab de la Gran Mezquita de Kairouan (Túnez), de caras ligeramente cóncavas intercalado entre la cúpula acanalada y la base ornamentada con nichos de fondo plano.
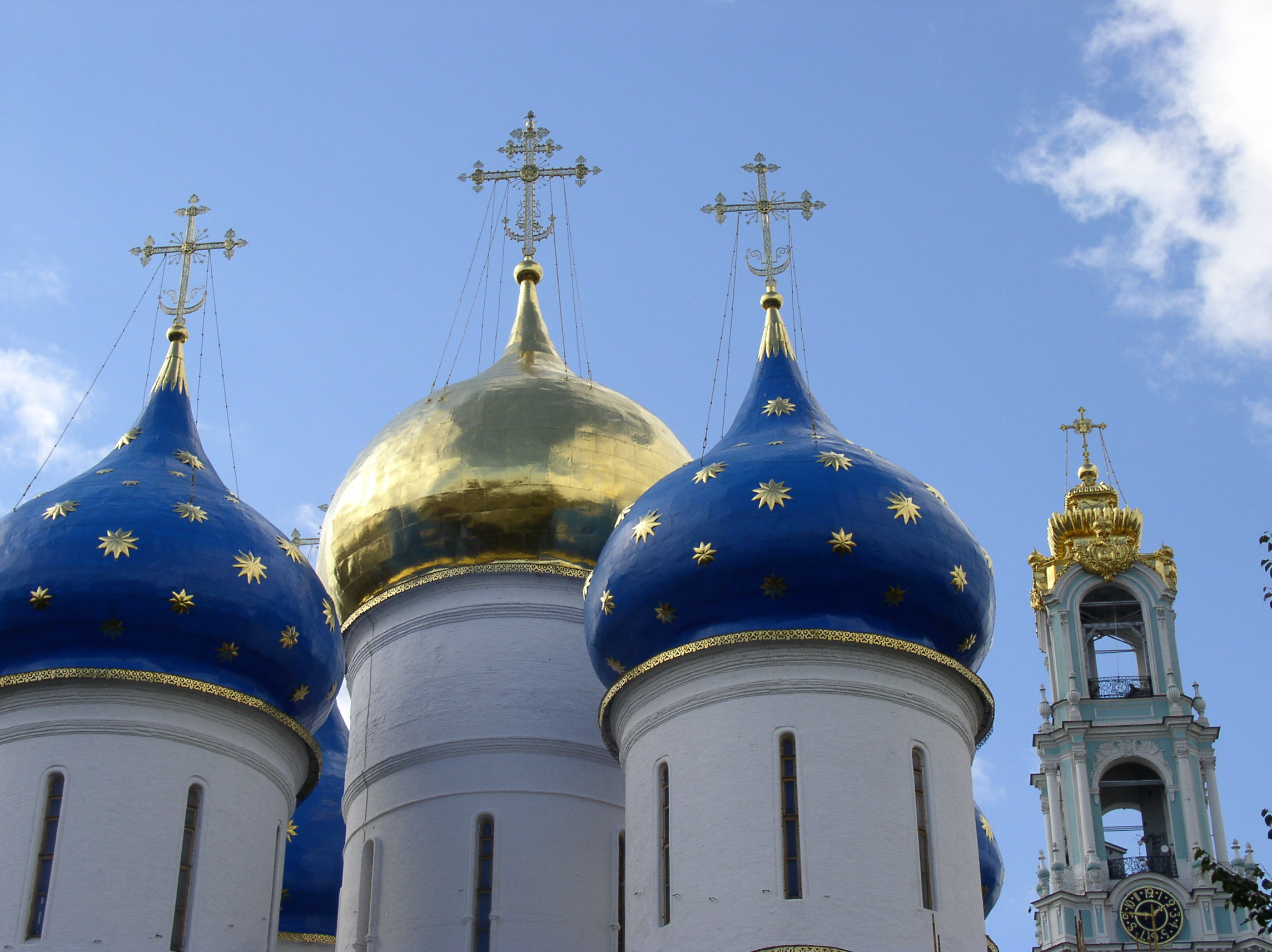
Tambores cilíndricos de las coloridas cúpulas de la catedral de la Asunción del conjunto Laura de la Trinidad y San Sergio

Sofisticados tambores ornamentados
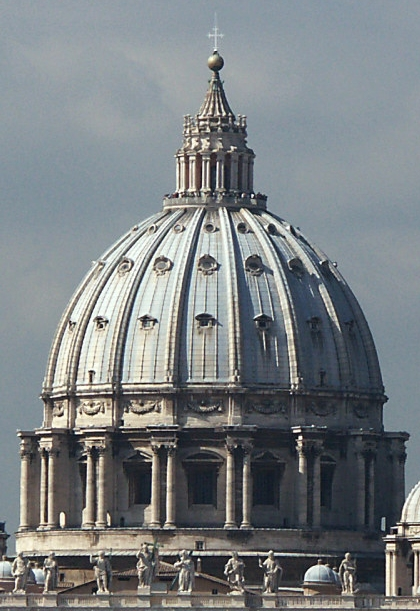
Tambor con columnas y ventanas de la cúpula de la basilica de San Pedro del Vaticano
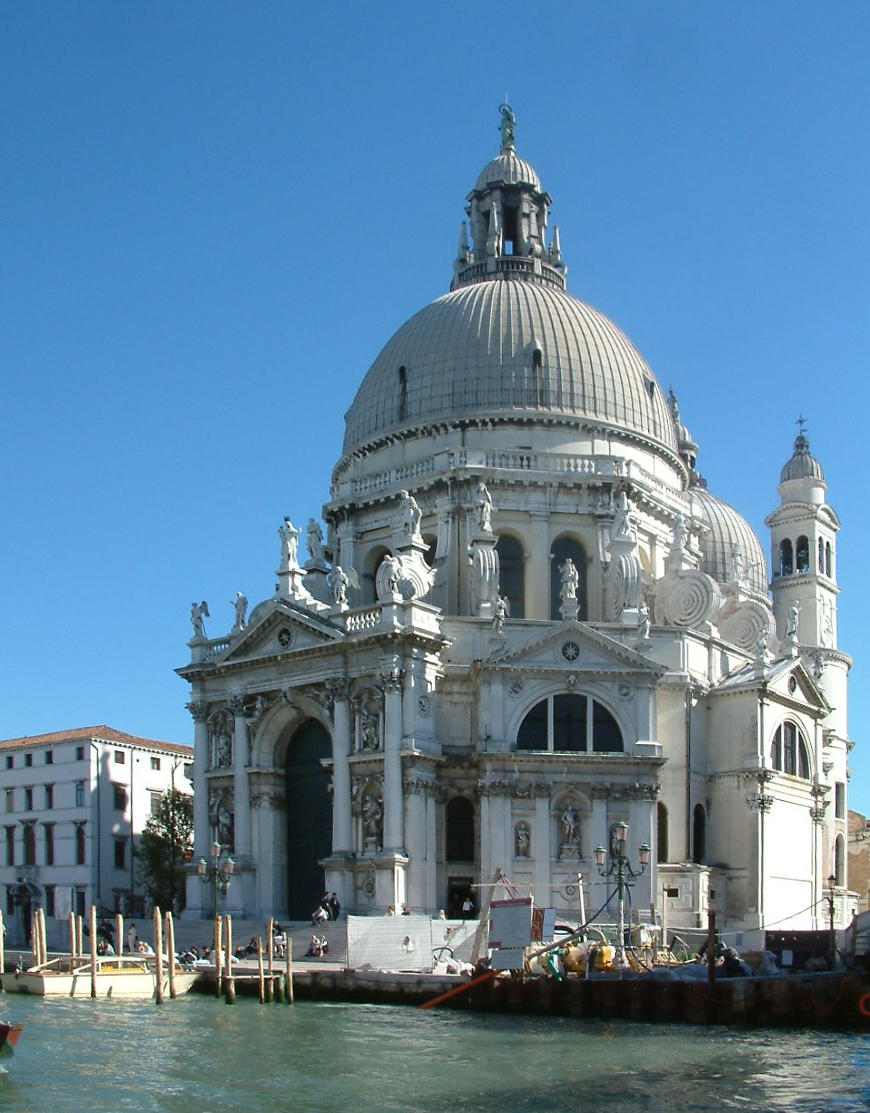
Tambor octogonal de la cúpula de la basílica de Santa Maria della Salute en Venecia
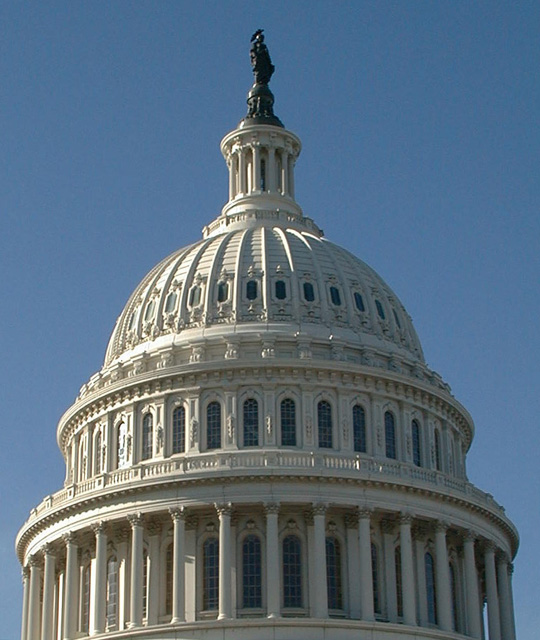
Tambor de doble columnata de la cúpula del Capitolio de Washington

Interiores
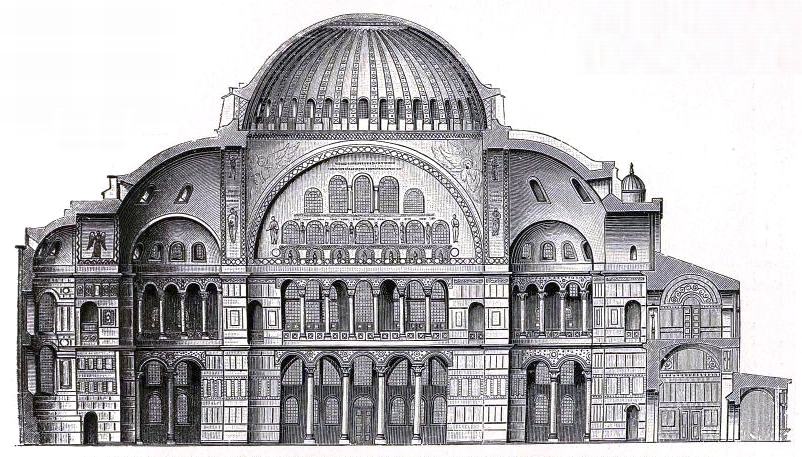
Sección de la cúpula de Santa Sofía en Constantinopla en que se aprecia el pequeño tambor de paso a la cúpula
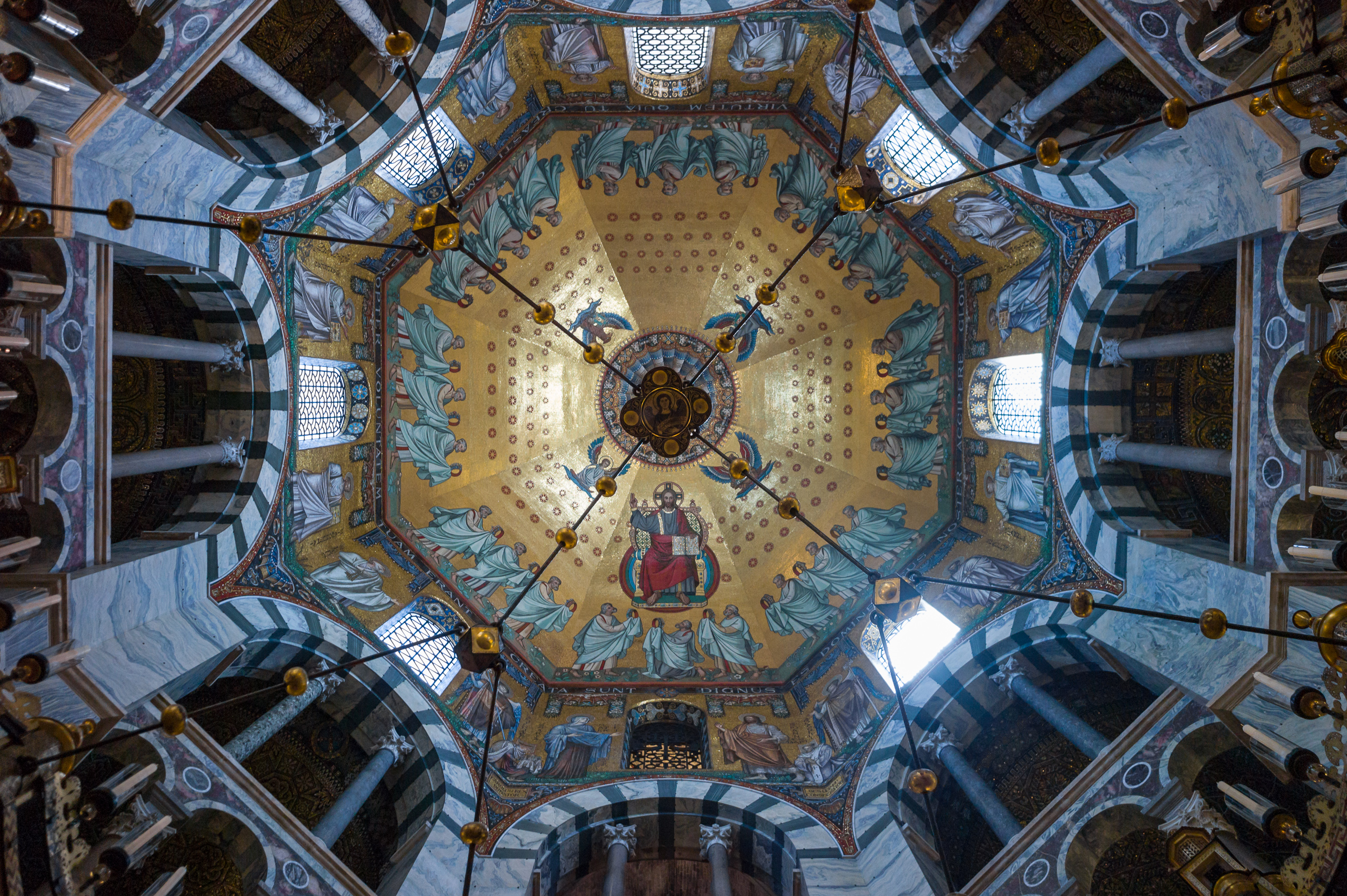
Interior de cúpula de la catedral de Aquisgrán
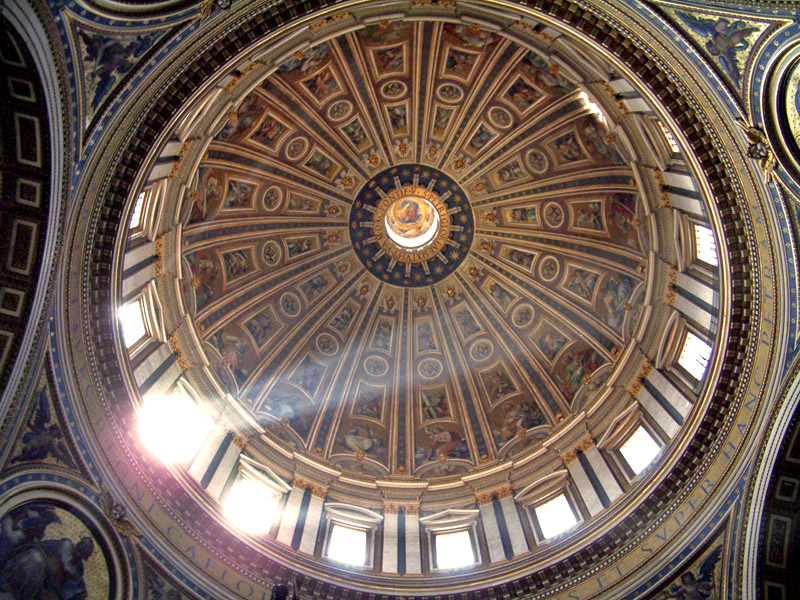
Interior de la cúpula de San Pedro del Vaticano
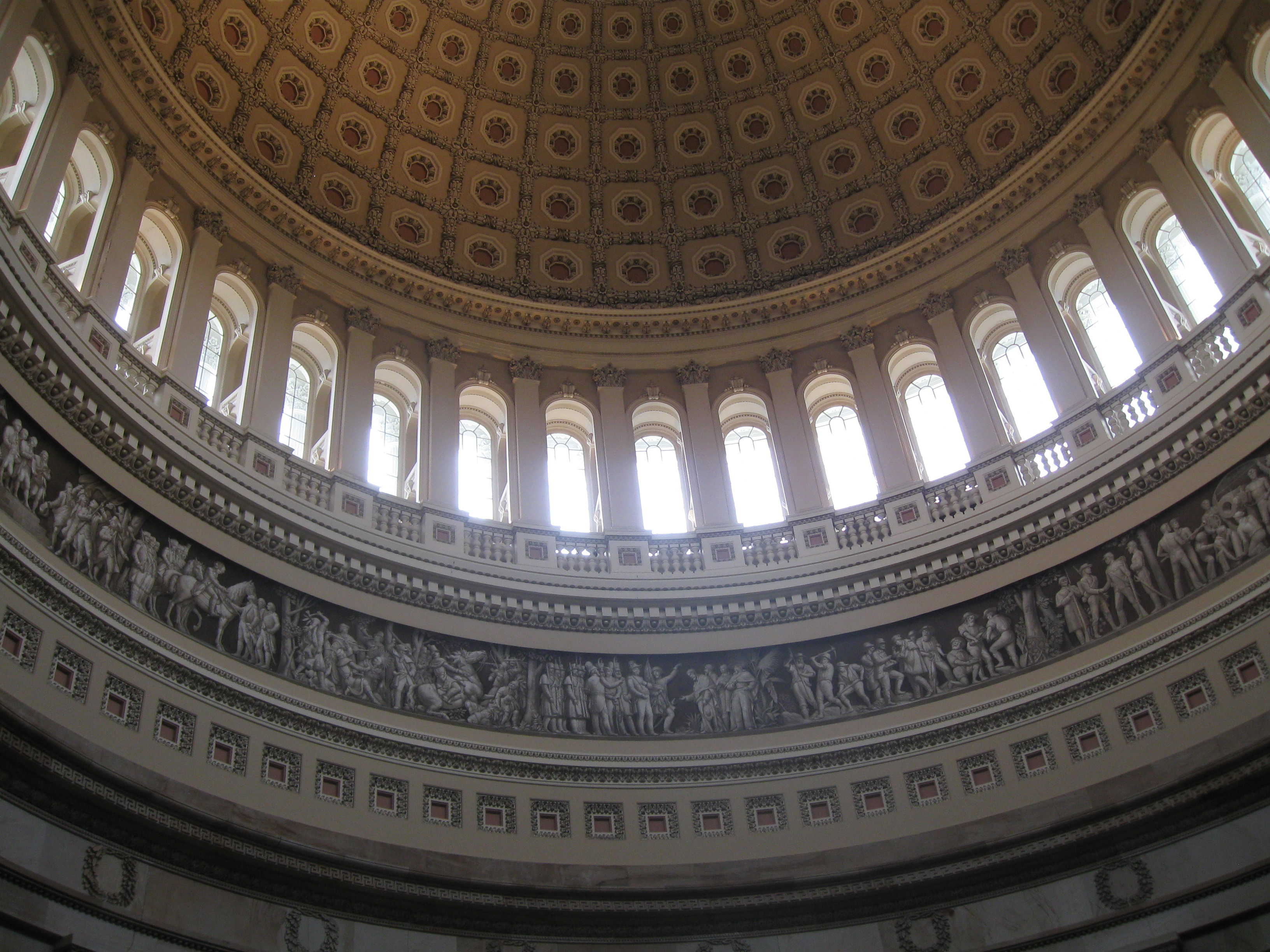
Luminoso interior de la cúpula del Capitolio